# Martin Boquist
Martin Boquist, né le 2 février 1977 à Göteborg, est un ancien handballeur suédois, évoluant au poste de demi-centre ou d'arrière gauche

## Palmarès

### Club
Compétitions internationales
- Vainqueur de la Coupe de l'EHF (1) : 2004
  - Finaliste en  2008
- Finaliste de la Coupe des vainqueurs de coupe en 2003

Compétitions nationales
- Vainqueur du Championnat de Suède (3) : 2000, 2001, 2003
- Vainqueur du Championnat d'Allemagne (1) : 2005
- Vainqueur du Championnat du Danemark (1) : 2008
- Vainqueur de la Coupe du Danemark (1) : 2010

### Équipe nationale
Jeux olympiques
- médaille d'argent aux Jeux olympiques de 2000 à Sydney,  Australie

Championnats du monde
- médaille d'or au Championnat du monde 1999
- médaille d'argent au Championnat du monde 2001
- 11e place au Championnat du monde 2005

Championnats d'Europe
- médaille d'or au Championnat d'Europe 1998
- médaille d'or au Championnat d'Europe 2002
- 5e place au Championnat d'Europe 2008

### Distinctions personnelles
- Élu meilleur handballeur suédois de l'année en 2002 et 2003